# Campioni italiani assoluti di atletica leggera - 80 metri ostacoli femminili
Questa pagina raccoglie un elenco di tutte le campionesse italiane dell'atletica leggera negli 80 metri ostacoli, specialità che entrò a far parte del programma dei campionati italiani assoluti di atletica leggera femminili dal 1930. Su questa distanza si corse fino al 1968: dal 1969 la gara venne allungata a 100 metri. Nelle edizioni precedenti al 1930 si correva sulla distanza di 83 metri. 

## Albo d'oro
| Anno | Atleta (società)                             | Prestazione            |
| ---- | -------------------------------------------- | ---------------------- |
| 1930 | Ondina Valla Virtus Bologna Sportiva         | 13"1/5(m)              |
| 1931 | Ondina Valla Virtus Bologna Sportiva         | 13"0(m)                |
| 1932 | Ondina Valla Virtus Bologna Sportiva         | 12"4/5(m)              |
| 1933 | Ondina Valla Virtus Bologna Sportiva         | 13"1/5(m)              |
| 1934 | Ondina Valla Virtus Bologna Sportiva         | 12"6(m)                |
| 1935 | Claudia Testoni Virtus Atletica Bologna      | 12"0(m)                |
| 1936 | Claudia Testoni Venchi Unica Torino          | 11"9(m)                |
| 1937 | Ondina Valla Virtus Atletica Bologna         | 11"8(m)                |
| 1938 | Claudia Testoni Venchi Unica Torino          | 11"7(m)                |
| 1939 | Claudia Testoni Venchi Unica Torino          | 11"5(m)                |
| 1940 | Claudia Testoni Venchi Unica Torino          | 11"6(m)                |
| 1941 | Elda Franco Gruppo Sportivo Sip Torino       | 12"6(m)                |
| 1942 | Elda Franco Gruppo Sportivo Sip Torino       | 12"4(m)                |
| 1943 | Elda Franco Gruppo Sportivo Sip Torino       | 12"5(m)                |
| 1944 | Edizione non disputata                       | Edizione non disputata |
| 1945 |                                              |                        |
| 1946 | Margherita Spettoli La Fratellanza 1874      | 12"4(m)                |
| 1947 | Rossana Argenta Venchi Unica Torino          | 12"2(m)                |
| 1948 | Anna Maria Altomani Sport Club Italia Milano | 12"4(m)                |
| 1949 | Marisa Rossi Atalanta Club Brescia           | 12"2(m)                |
| 1950 | Maria Musso Bergamasco Torino                | 11"9(m)                |
| 1951 | Marisa Rossi Atletica Brescia 1950           | 12"0(m)                |
| 1952 | Milena Greppi Sport Club Italia Milano       | 11"7(m)                |
| 1953 | Milena Greppi Sport Club Bergamo             | 11"7(m)                |
| 1954 | Milena Greppi Sport Club Bergamo             | 11"8(m)                |
| 1955 | Milena Greppi Sport Club Bergamo             | 11"3(m)                |
| 1956 | Milena Greppi Sport Club Bergamo             | 11"5(m)                |
| 1957 | Maria Musso Libertas Torino                  | 11"5(m)                |
| 1958 | Letizia Bertoni Sport Club Italia Milano     | 11"2(m)                |
| 1959 | Letizia Bertoni Sport Club Italia Milano     | 11"4(m)                |
| 1960 | Letizia Bertoni Imec Bergamo                 | 11"3(m)                |
| 1961 | Letizia Bertoni Imec Bergamo                 | 11"6(m)                |
| 1962 | Letizia Bertoni Pro Sesto Atletica           | 11"3(m)                |
| 1963 | Letizia Bertoni Pro Sesto Atletica           | 11"1(m)                |
| 1964 | Letizia Bertoni Pro Sesto Atletica           | 11"5(m)                |
| 1965 | Magalì Vettorazzo Atletica Treviso           | 11"9(m)                |
| 1966 | Magalì Vettorazzo Gruppo Atletico Treviso    | 11"5(m)                |
| 1967 | Magalì Vettorazzo Aics Verona                | 11"6(m)                |
| 1968 | Carla Panerai CUS Firenze                    | 11"1(m)                |